# Affaire Carteron
Pour les articles homonymes, voir Carteron.
L’affaire Carteron, également connue sous le nom de tuerie de Bommiers, ou tuerie des Ajoncs Barrats, du nom du lieu-dit, proche de Bommiers dans l’Indre, défraya la chronique dans l’immédiat après-guerre.
Le 21 juillet 1946, une famille de modestes paysans, les Carteron, est retrouvée assassinée dans la ferme au lieu-dit « les Ajoncs-Barrats », commune de Bommiers, Indre. Le mystère de cet assassinat sans mobile apparent n’a jamais été élucidé.

## Les faits
C’est seulement le matin du jeudi 25 juillet 1946 que Mme Jeanne Jugand, 35 ans, voisine immédiate des Carteron, inquiète de ne pas avoir vu ses voisins depuis plusieurs jours se rend à la ferme des Carteron, distante d’une centaine de mètres. Elle voit à travers une vitre cassée deux cadavres. Elle avertit son mari qui alerte le maire puis les gendarmes d’Ambrault. Un serrurier ouvre la porte : on découvre quatre cadavres : le corps de Kléber Carteron, de sa femme Alphonsine, de leur fils André et du jeune Claude Godard, pupille de l’Assistance publique sont retrouvés ligotés, ventre contre terre, exécutés d’une balle dans la nuque. Le chien a également été tué dans sa caisse.
Le Parquet à Châteauroux demande le concours de la police judiciaire de Limoges. Plusieurs commissaires et commissaires-inspecteurs sont dépêchés et procèdent aux constatations d’usage, dont le commissaire Georges Daraud qui peu de temps après sera également chargé de l'affaire Mis et Thiennot à Saint-Michel-en-Brenne.

## L'enquête
Six douilles percutées sont trouvées sur la scène du crime ainsi que deux non percutées et deux balles aplaties.
Le procès-verbal des gendarmes souligne la situation relativement isolée de la ferme, décrit les trois pièces d'habitation et souligne que « la porte de la pièce où a été commis le crime est fermée à clef. La clef a été enlevée et n'a pu être retrouvée… La fenêtre a une vitre brisée... »[réf. souhaitée].
Malgré le désordre régnant dans la pièce et les armoires fouillées, rien ne laissait supposer qu'il y ait eu lutte. Étonnamment, les limiers de la PJ ne vont pas rechercher tout de suite quelle arme a tiré ces douilles. Un armurier confirme juste que les six douilles proviennent de la même arme de calibre 9 mm. Le commissaire Daraud parle d’un revolver... Deux ans plus tard, on saura qu’il s’agit d’une mitraillette Sten.
Le meurtre de cette famille modeste, vivant entourée de la considération générale, est inexplicable. L'hypothèse du vol semble peu plausible tant la situation de cette famille était précaire. On écarte le crime de rôdeur, de vengeance sur affaire personnelle à la suite de quelque querelle avec un ancien légionnaire se trouvant à l’heure du crime à Sidi-Bel-Abbès. Ce dernier est rapidement mis hors de cause.
L'enquête se poursuit par des interrogatoires. Les paysans berrichons se montrent peu loquaces et réticents à apporter des témoignages. Plusieurs hypothèses sont évoquées mais n’aboutissent sur rien.
De nouveaux indices apparaissent lorsqu'un autre ouvrier agricole, employé comme Kléber Carteron à la ferme des Paisseaux, relate les craintes exprimées par Carteron l'hiver précédent. À deux reprises, Carteron rapporte avoir été suivi sur le chemin de terre qu’il empruntait pour regagner son domicile[réf. souhaitée].
À quelques centaines de mètres près de la forêt domaniale toute proche, on découvre une musette qui a appartenu à Carteron avec un cahier d'écolier, puis onze jours plus tard un bûcheron découvre un abri de fortune dans la forêt. On peut relier d'un trait la ferme du crime, le lieu où la musette a été retrouvée et la cachette en coupant à travers champs[réf. souhaitée].
En même temps, la rumeur publique évoque « une affaire de maquis ». Kléber Carteron, braconnier à ses heures, aurait surpris des maquisards détournant un butin parachuté dans la forêt toute proche. Or la mitraillette Sten est justement le type d'arme qui était parachutée pour les maquis.
En avril 1947, un dernier rapport de Daraud clôt momentanément l'affaire sans trouver ni mobile ni coupable.

## Nouvelle enquête
L'enquête sera confiée ensuite à la police d'Orléans en 1948, René Rolland est mis sur la piste politique.
On retrouve une mitraillette Sten chez un « capitaine Jacques » de réputation douteuse dans la région. Il animait un réseau de résistants de l'A.S. (Armée secrète) sur le secteur issoldunois. Un professeur spécialiste des armes confirme que c'est avec une mitraillette Sten qu’on a tiré les balles mais paradoxalement on ne lui propose pas la mitraillette retrouvée. Jusqu'ici aucune analyse balistique n'avait été réclamée.
L'enquête qui semblait relancée est à nouveau interrompue en décembre 1946. Un non-lieu définitif est prononcé en 1957.
Selon le journaliste Boris Paul, les Carteron auraient été tués par un trio de résistants de La Châtre, les mêmes auteurs de l'exécution de l'ancien député pétainiste Albert Chichery. D'après le journaliste, qui aurait récolté les confidences d'un des auteurs de la tuerie, c'est la même arme qui aurait servi dans les deux cas. Le modus operandi a d'ailleurs été le même dans les deux affaires. La raison invoquée par Boris Paul est la suivante : Kléber Carteron aurait dérobé une somme importante à la Résistance, lors du dernier parachutage d'armes et de denrées réalisé à la charnière des communes de Bommiers et de Saint-Août, deux ans auparavant. Ce journaliste, connu et réputé dans les environs, n'a jamais souhaité dévoiler les noms de ces exécuteurs des hautes œuvres de la Résistance, membres du groupe Indre Est des FFI et mandatés visiblement par l'ensemble des maquisards du département de l'Indre. Boris Paul précise également que les ordres d'exécution, aussi bien pour Albert Chichery que pour la famille Carteron, auraient été au préalable publiés en page 3 de « Bazooka », le journal des Résistants du Boischaud-Sud. Toujours selon Boris Paul, le résistant ayant pressé la détente se serait suicidé dans sa 71e année, visiblement pris de remords. Boris Paul estime qu'entre 30 et 35 personnes auraient été exécutées par les résistants en question, ceci en l'espace d'une année.[réf. nécessaire]

## Émissions radiophoniques
- « L'affaire Carteron, la tuerie de Bommiers », le 20 février 2017, dans Hondelatte raconte de Christophe Hondelatte sur Europe 1.
- « La Tuerie de Bommiers », série de 10 épisodes diffusés entre le 4 et 15 janvier 2016 dans Histoire en Berry  sur France Bleu Berry.

## Documentaires télévisés
- «La Tuerie de Bommiers», réalisé par Patrick Schmitt, Pauline Verdu, saison 6, épisode 6 de la série Des crimes presque parfaits sur Planète+ Crime, 2016.